# (6407) 1992 PF2
(6407) 1992 PF2 es un asteroide perteneciente al Cinturón de asteroides, región del sistema solar que se encuentra entre las órbitas de Marte y Júpiter.
Fue descubierto el 2 de agosto de 1992 por Henry E. Holt desde el observatorio Palomar.

## Designación y nombre
Designado provisionalmente como 1992 PF2.

## Características orbitales
(6407) 1992 PF2 está situado a una distancia media del Sol de 2,267 ua, pudiendo alejarse hasta 2,612 ua y acercarse hasta 1,921 ua. Su excentricidad es 0,153 y la inclinación orbital 5,086 grados. Emplea 1246,33 días en completar una órbita alrededor del Sol.

## Características físicas
La magnitud absoluta de (6407) 1992 PF2 es 13,96. Tiene 4,402 km de diámetro y su albedo se estima en 0,287.